# Clayface (película)
Clayface es una próxima película estadounidense de superhéroes basada en el personaje homónimo de DC Comics. Dirigida por James Watkins a partir de un guion de Mike Flanagan y Hossein Amini, será la tercera película del Universo DC (UCD). Tom Rhys Harries interpreta a Clayface, junto a Naomi Ackie. En la película, un actor con el rostro desfigurado recurre a una científica (Ackie) que transforma su cuerpo en arcilla. Está producida por James Gunn y Peter Safran de DC Studios, además de Matt Reeves y Lynn Harris.
Tras expresar su interés en una película de terror de Clayface, tanto públicamente como a DC Films para su franquicia del Universo Extendido de DC (DCEU), Flanagan presentó el proyecto a los recién formados DC Studios en marzo de 2023. La película y la participación de Flanagan se confirmaron en diciembre de 2024 como parte del DCU, sucesor del DCEU. Flanagan no pudo dirigir la película por problemas de agenda. Watkins fue contratado en febrero de 2025, Amini estaba reescribiendo el guion en mayo y Harries fue elegido en junio. Se realizaron más castings en los meses siguientes. El rodaje está programado para comenzar en agosto de 2025 en los estudios Warner Bros. Studios Leavesden, en Inglaterra.
Clayface está programada para ser estrenada por Warner Bros. Pictures en los Estados Unidos el 11 de septiembre de 2026. Será parte del Capítulo Uno: Dioses y Monstruos del DCU.

## Sinopsis
Clayface es una historia de body horror sobre un actor prometedor cuyo rostro es desfigurado por un gánster. Como último recurso, recurre a una científica que transforma su cuerpo en arcilla.

## Reparto
- Tom Rhys Harries como Clayface: Un actor que se transforma en un ser hecho de arcilla[3]
- Naomi Ackie como una científica "marginal" comparada con Elizabeth Holmes[4]

Se espera que aparezca la encarnación de Clayface de Matt Hagen.